# Hardy Mertens
Hendrik Anna Christiaan Mertens (Nieuwenhagen, 20 februari 1960) is een hedendaags Nederlands componist.

## Levensloop
Hardy Mertens studeerde muziekwetenschappen aan de Rijksuniversiteit te Utrecht en voltooide zijn studies met een probleemanalyse over de Nederlandse harmonie-, fanfare- en brassbandwereld. Naast deze studie volgde hij HAFA-directie bij Gerrit Fokkema en compositie bij Hans Kox, beide aan het Utrechts Conservatorium.Hij begon zijn muzikale leven bij Harmonie St. Caecilia Nieuwenhagen tijdens. Reeds op jeugdige leeftijd had hij tal van werken op zijn naam staan, vooral voor harmonie- en fanfareorkest. Hij schreef veel in opdracht van verschillende instellingen, zoals de SONMO, het Fonds voor de Scheppende Toonkunst en de LBM (Limburgse Bond van Muziekgezelschappen). Als dirigent was en is hij bezig bij verschillende harmonie- en fanfareorkesten in binnen- en buitenland, onder andere van 1985 tot 1990 bij het Harmonieorkest "Concordia", Treebeek, in Heerlen. Vanaf 1990 is hij regelmatig gastdirigent bij de Singapore Wind Symphony en vanaf 1995 bij het symfonisch blaasorkest Lao Silesu op Sardinië. Ook is hij de vaste dirigent bij Koninklijke Harmonie Orpheus uit Tilburg.
Verder is hij docent voor HAFA-directie aan het Tilburgs Conservatorium. Zijn composities zijn meestal gebaseerd op Europese orkesttradities en zijn beïnvloed door de volksmuziek vanuit verschillende continenten.

## Composities

### Werken voor orkest
- 1979 Duodecimet no. 1 voor 12 strijkers

### Werken voor harmonie- en fanfareorkest en brassband
- 1981 Pegasus, opus 88
- 1981 Ideoplastiek, opus 92
- 1982 Die Strafe der Geschwister Rein und Pur liegt in ihnen selber, voor bariton-solo en harmonieorkest, opus 100
- 1982 Three times the Ear takes over from the Eye, voor klarinet-quartet en harmonieorkest, opus 107
- 1983 Zodiac, Limit for the Lion, voor harmonieorkest, op. 109a
- 1983 Shocked, Paralised and Thrilled, voor accordeon en harmonieorkest, opus 116
- 1983 Poème de L'Eau, voor harmonieorkest, opus 120
  1. La mer
  2. Le lac
  3. La rivière
- 1983 A Jazzrock Sonata, opus 123
- 1984 Queen of Sheba, symfonisch gedicht voor althobo en harmonieorkest, opus 125
- 1984 Nulli Cedo, voor brassband, opus 130
- 1984 Nulli Cedo, voor fanfareorkest, opus 130A
- 1985 Symphony Nr. 1 "Voice of Mind", voor alt-solo, bariton-solo en harmonieorkest, opus 133
  1. Introduction and meditation
  2. Caccia
  3. Requiem
  4. Pallavi
  5. Rondo skolion
- 1986 Nirvana's Touch, voor fanfareorkest, op. 136
- 1986 Concert voor klarinet en symfonisch blaasorkest, opus 137
  1. Circe
  2. Aphrodite
  3. Medusa
- 1986 Hubbub, a Circus Gallopade, voor pianola-solo en harmonieorkest, opus 138
- 1987 Walhalla, voor fanfareorkest, op. 140
- 1987 Armaggeddon, voor harmonieorkest (symfonisch blaasorkest), op. 141
- 1987 Maori, voor bugel solo en harmonie- of fanfareorkest, opus 142
- 1987 The Three Storms (Sang Tsè Tai Fung), "In memoriam Henk Badings", voor drie alt-saxofoons en harmonieorkest, opus 143
- 1987 Aragorn, voor fanfareorkest, op. 144
- 1987 The Ainur, opus 146
  1. Lórien
  2. Melkor
  3. Manwë
  4. Aulë
  5. Oromë
  6. Tulkas
  7. Ulmo
  8. Mandos
- 1988 Fiefoerniek, voor fanfareorkest, op. 147
- 1988 Awareness, Soundtrack to the movie, opus 148
- 1989 Symphony Nr. 2 "Revelations", voor mezzo-sopraan, mannenkoor en harmonieorkest, opus 153
  1. Fear and fury
  2. Hallucination
  3. Le cri de ralliement; tekst ontleend uit Le vedette du Limbourg, gepubliceerd op 27 december 1838 in Hasselt, België
  4. Carnival
- 1989 Ritual, voor fanfareorkest, op. 154
- 1989 Da pacem domine, gebaseerd op de Introitus Hebdomadae Vigesima Quarta, opus 155
- 1989 Leonardus Rex, opus 156, gaat over de ontstaansgeschiedenis van Koningslust en is vernoemd naar de stichter van Koningslust, Leonardus de Koning
- 1989 Cantico di Frate sole, gebaseerd op een de tekst uit het Zonnelied van Franciscus van Assisi voor harmonieorkest, op. 156
- 1990 Pushing the Limits, opus 160
  1. Perseverance
  2. Success
  3. Reflection
  4. Expansion
- 1990 Sonetto, voor brassband, opus 161
- 1991 Säntis "a solitary walk on a Swiss mountain", voor fanfareorkest, opus 162
- 1991 Arnoldo, paso-doble
- 1991 The Singapore Experience, voor harmonieorkest, op. 165
- 1991 Bam, Bam, opus 166
- 1991 Mea Culpa, voor fanfareorkest, opus 167
- 1992 Requiem for a captive Condor, opus 173
- 1993 The Eighteen Levels of Hell, voor fanfareorkest
- 1994 The heavenly flute player and the dragon king, opus 182
- 1995 Poseidon, voor hoorn en harmonieorkest, opus 185 
  1. Poseidon arises from the sea
  2. Voyages in the golden carriage
  3. The creation of the first horse
  4. The adultery with Medousa
  5. The wrath of Athena
  6. The love for Gaia
  7. Poseidon's undisputed divinity
- 1995 Kykládes, opus 186
  1. Paros
  2. Syros
  3. Mykonos
  4. Naxos
  5. Santorini
- 1996 Ballroom bamboozles
  1. Samba
  2. Waltz
  3. Blues
  4. Trot
  5. Square Dance
- 1996 Xenia Sarda, opus 197
- 1998 L' arco dell'angelo
- 1998 Cante jondo, choreografische fragmenten voor harmonieorkest
- 1998 Psalm 19, voor klarinet-quartet en fanfareorkest
- 1999 Adagio, voor harmonieorkest
- 1999 Lest we forget, voor mezzo-sopraan en harmonieorkest
- 1999 U mundu drentu a ti (Il mondo dentro te), Symfonisch gedicht op een tekst vanuit Sardinië voor sopraan solo en harmonieorkest
  1. Cusci vexin e cusci luntan
  2. Ôia prufûmmau
  3. Mô tûrcaize
  4. Drentu a ti
  5. Ox_lli e farchetti
  6. Lûxe d'argentu
  7. Cusci luntan e cusci vexin
- 1999 Once I was a dreamer, voor fanfareorkest
- 2000 Ballroom bamboozles, voor fanfare
- 2000 Prayer, voor spreekstem + 9 slagwerkers + harmonieorkest
- 2000 All the binge bottles, voor saxofoon-koor + fanfare
- 2000 All the mouth-watering meals for flashing flora, the nimble naughty hungry ghost on the loose voor harmonieorkest en 6 traditionele Chinese percussie-instrumenten
- 2001 Variazioni sinfoniche su "Non potho reposare" (Ik kan niet rusten) - canto della nostalgia, voor mezzosopraan en harmonieorkest
- 2001 Louice and Blue eyes voor alto-sax en harmonieorkest
- 2002 Uncle noomes and uncle toomes, voor harmonie- of fanfareorkest
- 2002 Dances to the rhythm of spring, voor fanfareorkest
- 2003 Jazzica, voor vibrafoon, klantinet en harmonieorkest
- 2003 Negli occhi di Beatrice, voor sopraan, blaaskwintet en vibrafoon
- 2003 The sun behind my tears, voor spreekstem, virbrafoon en harmonieorkest
- 2003 Dances to the rhythm of spring, voor fanfareorkest
- 2004 Winanga-li, voor spreekstem, aboriginalinstrumenten en harmonieorkest
- 2004 Lamento, voor fanfareorkest
- 2004 Pubch, voor synthesizer en harmonieorkest
- 2004 Dreamscape, voor grobbefoon en harmonieorkest
- 2005 Deus ti salvet Maria, voor eufonium en houtblazers-ensemble
- 2005 Milto le oelamin, voor sopraan en harmonieorkest
- 2005 Serente sulla goglia del paradiso, voor harmonieorkest
- 2006 Soidade (Jean Montes/arr. Hardy Mertens) (zangstem + houtensemble)
- 2006 Funkdrunk voor trompet en harmonie- of fanfareorkest
- 2008 In Memoriam il Sorriso, voor cello en harmonieorkest
- 2009 The Butterfly Lovers, voor viool en harmonieorkest
- 2009 Demons Dance, concert voor Alpenhoorn en harmonieorkest
- 2010 Viva el Litro, voor danseres en harmonieorkest
- Aphrodite
- Deus ti salvet Maria, traditioneel lied uit Sardinië voor eufonium en harmonieorkest
- L'Arco dell' Angelo, religieuze mars voor harmonieorkest
- Wacah Chan, geïnspireerd door een schilderij van Katrien Pleysier gebaseerd op de Maya Mythologie voor fanfareorkest

### Vocale muziek
- 1979 Kwarttonale ode voor gemengd koor

### Kamermuziekwerken
- 1979 Scyths voor 2 eufonia en 2 tubatuba's
- 1979 Trio voor fluit, hobo en klarinet
- 1986 Museum voor trompet, trombone en piano